# Declaración Universal de los Derechos de los Animales
La Declaración Universal de los Derechos de los Animales es un texto proclamado el 15 de octubre de 1978 por la Liga Internacional de los Derechos del Animal y sus ligas nacionales afiliadas, durante un acto celebrado en una sede de la UNESCO en París, Francia. Aunque la declaración no tiene valor jurídico vinculante, ha sido ampliamente citada como referencia ética en diversas legislaciones autonómicas y ordenanzas municipales de protección animal, especialmente en países como España.

## Historia
El primer borrador de la declaración fue redactado en 1973 por el científico belga Georges Heuse, secretario general del Centro Internacional de Experimentación de Biología Humana de la UNESCO en París. Una intensa campaña pública en medios como el diario Le Parisien y la cadena RTL reunió cerca de dos millones de firmas de apoyo. Esto llevó a la creación formal de la Liga Internacional de los Derechos del Animal en 1976, con sede en Ginebra y presidida por el propio Heuse.
En su tercera reunión, celebrada en Londres en septiembre de 1977, la Liga adoptó una versión revisada del texto. La primera presentación pública tuvo lugar el 26 de enero de 1978 en la Universidad de Bruselas. La proclamación oficial se realizó el 15 de octubre del mismo año en la sede de la UNESCO en París, con la presencia de embajadores de 14 países y el Director General de la organización, Amadou-Mahtar M’Bow. El texto fue leído en inglés, árabe y francés.
Aunque se entregó a la UNESCO para su discusión en la Conferencia General de 1980, ni la UNESCO ni la ONU adoptaron formalmente la declaración, debido a objeciones de sectores industriales y divergencias científicas sobre su redacción.

## Versiones
La declaración tiene dos versiones principales:
- La versión original de 1978, compuesta por 14 artículos, es la más difundida y citada.
- Una versión reducida de 1989, compuesta por 10 artículos, fue adoptada por la Liga Internacional en una reunión en Luxemburgo, buscando mayor consenso internacional.[3]

Ambas versiones carecen de valor jurídico vinculante, aunque son usadas como referencia ética.

## Antecedentes y objetivos
La declaración busca reconocer que todos los animales, humanos y no humanos, poseen derechos inherentes, independientemente de su utilidad para el ser humano. Se basa en una crítica al antropocentrismo jurídico y aspira a sentar las bases para una convivencia respetuosa entre especies.

## Contenido
Los artículos de la declaración reconocen derechos como:
Artículo 1. Todos los animales nacen iguales ante la vida y tienen los mismos derechos a la existencia.
Artículo 2.
- a) Todo animal tiene derecho al respeto.
- b) El hombre, como especie animal, no puede atribuirse el derecho de exterminar o explotar a los demás animales, violando ese derecho. Tiene la obligación de poner sus conocimientos al servicio de los animales.
- c) Todos los animales tienen derecho a la atención, a los cuidados y a la protección del ser humano.

Artículo 3.
- a) Ningún animal será sometido a malos tratos ni a actos crueles.
- b) Si es necesaria la muerte de un animal, esta debe ser instantánea, indolora y no generadora de angustia.

Artículo 4.
- a) Todo animal salvaje tiene derecho a vivir libre en su propio ambiente natural y a reproducirse.
- b) Toda privación de libertad, incluso con fines educativos, es contraria a este derecho.

Artículo 5.
- a) Todo animal doméstico tiene derecho a vivir y crecer conforme a sus condiciones naturales.
- b) Cualquier modificación impuesta con fines mercantiles es contraria a este derecho.

Artículo 6.
- a) Los animales de compañía tienen derecho a vivir según su longevidad natural.
- b) El abandono es un acto cruel y degradante.

Artículo 7. Todo animal de trabajo tiene derecho a una limitación razonable de tiempo e intensidad de labor, a alimentación adecuada y a descanso.
Artículo 8.
- a) La experimentación que cause sufrimiento físico o psicológico es incompatible con los derechos del animal.
- b) Deben utilizarse y desarrollarse técnicas alternativas.

Artículo 9. Los animales criados para alimentación deben ser tratados sin causarles ansiedad ni dolor durante su vida y muerte.
Artículo 10.
- a) Ningún animal debe ser explotado para entretenimiento.
- b) Los espectáculos con animales son incompatibles con su dignidad.

Artículo 11. Matar a un animal sin necesidad constituye un biocidio, es decir, un crimen contra la vida.
Artículo 12.
- a) La matanza de gran número de animales salvajes constituye un genocidio, es decir, un crimen contra la especie.
- b) La contaminación y destrucción ambiental conducen al genocidio.

Artículo 13.
- a) Un animal muerto debe ser tratado con respeto.
- b) Las escenas de violencia contra animales deben ser prohibidas salvo fines educativos o de denuncia.

Artículo 14.
- a) Los organismos de protección animal deben tener representación gubernamental.
- b) Los derechos del animal deben ser defendidos por la ley, al igual que los derechos humanos.

Estos principios han influido en disposiciones legales de múltiples países, como España, Alemania, Austria, Suiza y varios estados de Estados Unidos.

## Influencia jurídica
Aunque no fue aprobada formalmente por la ONU ni por la UNESCO, la declaración ha sido citada en exposiciones de motivos de varias leyes autonómicas de protección animal en España (como las de Andalucía, Madrid, Murcia y País Vasco), así como en ordenanzas municipales (por ejemplo, Cox, Bormujos, Aspe y Rivas-Vaciamadrid).
Algunos juristas sostienen que, si bien la declaración no posee valor normativo, su influencia ha sido notable en la evolución del derecho animal en países de habla hispana.

## Contenido destacado
El preámbulo de la declaración establece principios generales como el respeto por todas las formas de vida, la condena del maltrato animal y el reconocimiento del sufrimiento animal como un problema ético. También se subraya la necesidad de fomentar la educación en empatía hacia los animales desde la infancia.

## Recepción
Muchos medios, personalidades jurídicas y científicas han citado erróneamente la declaración como “aprobada” por la UNESCO o la ONU. Aunque proclamada en la sede de la UNESCO, nunca fue adoptada oficialmente. Aun así, ha sido incorporada como referencia ética en textos como el libro El Derecho de los Animales (2015) y en las páginas de organizaciones como PACMA o Fundación Affinity.